# 187531 Omorichugakkou
187531 Omorichugakkou è un asteroide della fascia principale. Scoperto nel 2006, presenta un'orbita caratterizzata da un semiasse maggiore pari a 2,3099474 UA e da un'eccentricità di 0,1069812, inclinata di 5,65203° rispetto all'eclittica.
L'asteroide è dedicato all'omonima scuola superiore di Suzaka dove è avvenuta la scoperta.